# Єзьорек (Підляське воєводство)
Єзьорек (пол. Jeziorek) — село в Польщі, у гміні Шудзялово Сокульського повіту Підляського воєводства.
Населення — 35 осіб (2011).
У 1975-1998 роках село належало до Білостоцького воєводства.

## Демографія
Демографічна структура станом на 31 березня 2011 року:
|          | Загалом | Допрацездатний вік | Працездатний вік | Постпрацездатний вік |
| -------- | ------- | ------------------ | ---------------- | -------------------- |
| Чоловіки | 21      | 8                  | 10               | 3                    |
| Жінки    | 14      | 2                  | 7                | 5                    |
| Разом    | 35      | 10                 | 17               | 8                    |